# Западный Артиллерийский мост
За́падный Артиллери́йский мост — автодорожный железобетонный рамный мост через Кронверкский проток в Петроградском районе Санкт-Петербурга, соединяет Петроградский и Артиллерийский острова. 

## Расположение
Расположен в створе Кронверкской набережной. Рядом с мостом располагается Военно-исторический музей артиллерии, инженерных войск и войск связи.
Выше по течению находится Восточный Артиллерийский мост.
Ближайшая станция метрополитена — «Горьковская». 

## Название
Название моста известно с начала XIX века и происходит от наименования Артиллерийского острова.

## История
С начала XIX века на этом месте существовал деревянный мост, разобранный в конце XIX века. Существующий мост возведён в 1976—1978 годах в составе строительства транспортной магистрали вдоль набережной Кронверкского пролива по проекту инженера института «Ленгипроинжпроект» Б. Б. Левина и архитектора Г. В. Говорковского. Строительство вело СУ-2 треста «Ленмостострой» под руководством главного инженера О. А. Розова.

## Конструкция
Мост однопролетный железобетонный, рамной конструкции (трёхшарнирная рама). Ригель рамы выполнен из сборных железобетонных элементов заводского изготовления, омоноличенных с «ногами» рамы. По верху балки объединены железобетонной плитой проезжей части. «Ноги» рамы выполнены из монолитного железобетона на свайном основании. С фасадов балки пролётных строений закрыты декоративными арками, облицованными гранитом. Общая длина моста составляет 29,5 м, ширина — 20,4 м. По своей конструкции идентичен Восточному Артиллерийскому мосту, построенному в это же время.
Мост предназначен для движения автотранспорта и пешеходов. Проезжая часть моста включает в себя 4 полосы для движения автотранспорта. Покрытие проезжей части и тротуаров — асфальтобетон. Тротуары отделены от проезжей части высоким гранитным поребриком. В качестве ограждений использованы глухие гранитные парапеты.